# Polizeipräsidium Westhessen

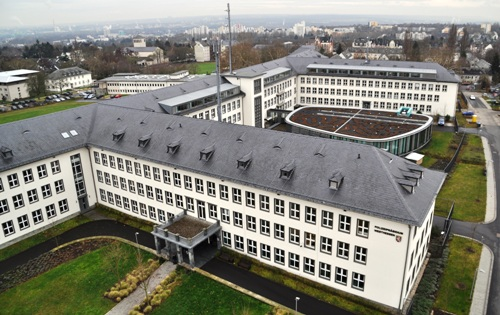
Gebäude des Polizeipräsidiums Westhessen

Das Polizeipräsidium Westhessen (PP Westhessen) ist eines von sieben sogenannten Flächenpräsidien in Hessen. Es hat seinen Verwaltungssitz in der Landeshauptstadt Wiesbaden und besteht seit 2001.

## Überblick
Im Jahr 2001 fand eine Umstrukturierung der gesamten hessischen Polizei statt, so dass das ehemalige Polizeipräsidium Wiesbaden in das heutige Polizeipräsidium Westhessen umgewandelt wurde. Aus den Polizeidirektionen für Rheingau-Taunus, Limburg-Weilburg und Bad Homburg vor der Höhe, dem Polizeipräsidium Frankfurt Direktion West (Main-Taunus-Kreis), den Polizeiautobahnstationen in Idstein sowie in Wiesbaden-Erbenheim und dem Polizeipräsidium in Wiesbaden entstand eine neue Behörde.
Insgesamt leben in dem Gebiet über eine Million Bürger in 82 Gemeinden auf etwa 2.500 Quadratkilometer. Beschäftigt sind 1766 Schutzpolizei- und Kriminalbeamte sowie 307 Verwaltungsbeamte und Tarifbeschäftigte. Felix Paschek ist seit August 2022, Polizeipräsident des Polizeipräsidiums Westhessen. Wie sein Vorgänger, ist Paschek ehemaliger Streifenpolizist. Seine Vertreterin is Susanne Stewen. Sie ist Vizepräsidentin und gelernte Juristin. Liegenschaft des PP Westhessen befindet sich seit 2004 im ehemaligen und umgebauten US-Hospital am Konrad-Adenauer-Ring 51 in Wiesbaden. Wie bei allen Flächenpräsidien gliedert sich die Behörde in die drei Abteilungen Einsatz, Verwaltung und Zentrale Dienste.

## Aufbau

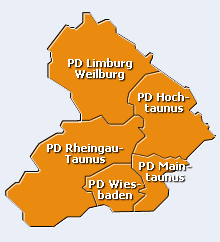
Direktionen des Polizeipräsidiums Westhessen

Das PP Westhessen ist zuständig für fünf Polizeidirektionen, Polizeidirektion Wiesbaden, Polizeidirektion Rheingau-Taunus, Polizeidirektion Limburg-Weilburg, Polizeidirektion Hochtaunus und Polizeidirektion Main-Taunus. Zum PP Westhessen gehören außerdem die Kriminaldirektion und die Direktion für Verkehrssicherheit und Sonderdienste.

## Historie
Ab 1848 gab es einen Polizeikommissar und 1858 wurde die erste Polizeidirektion gegründet, eine Behörde die der Landesregierung unmittelbar unterstellt war. Damit war eine Behörde geschaffen, für die heute der Begriff „Polizeipräsidium“ verwendet wird.
Die Polizei in Wiesbaden blieb bis zum Ende des Zweiten Weltkrieges staatlich. Danach war sie dem Oberbürgermeister der Stadt unterstellt, um am 1. Januar 1974 wieder verstaatlicht zu werden.

### Der Bau des Polizeipräsidiums in Wiesbaden

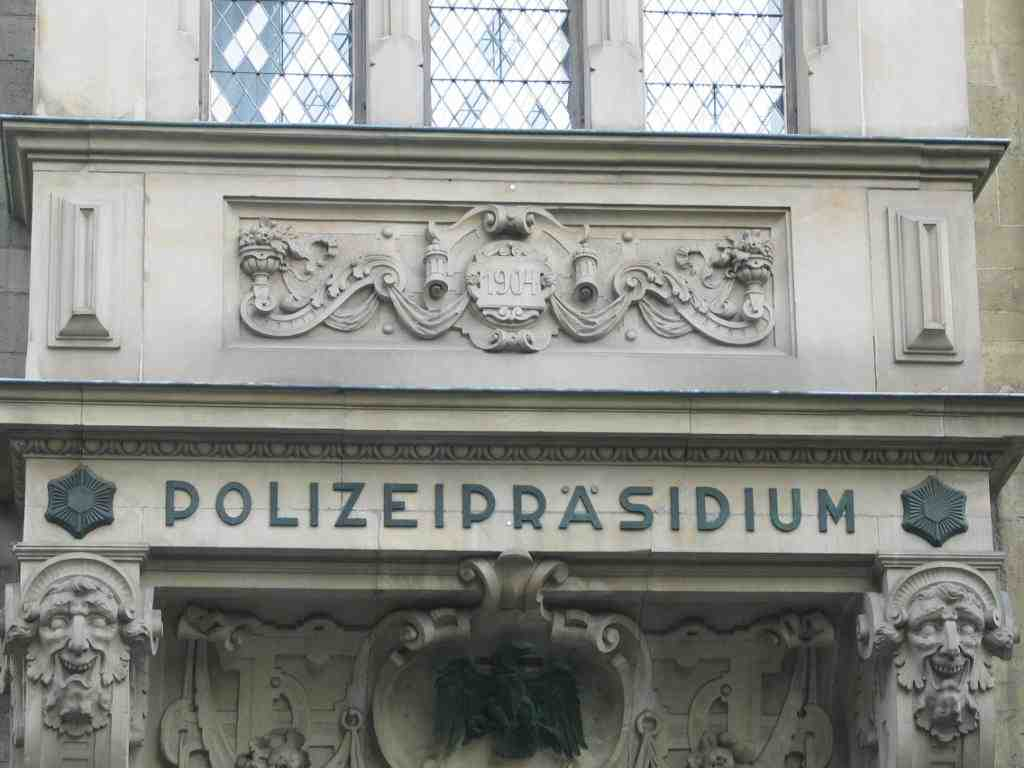
Fassade des alten Polizeipräsidiums

Das alte Polizeidienstgebäude in der Friedrichstraße 32 genügte den Ansprüchen zur Wende ins 20. Jahrhundert schon lange nicht mehr, weil die Bevölkerung innerhalb der letzten einhundert Jahre um das Vierzigfache angewachsen war. Ein Neubau war dringend erforderlich. Deshalb wurde im Sommer 1901 ein erster Bauentwurf vorgelegt und gleich darauf mit den Vorarbeiten begonnen. Während der Fundamentarbeiten wurden die Pläne noch mehrfach geändert.
So mussten beispielsweise noch Stallungen für die neu eingeführte berittene Schutzpolizei eingeplant werden. Um auf dem nur 1.730 m² großen Bauplatz alles unterzubringen, musste das Gelände optimal ausgenutzt werden. Dies war aber nur möglich, wenn man die baupolizeilichen Bestimmungen außer Acht ließ. Deshalb sollte dem Bauvorhaben zunächst nicht stattgegeben werden. Doch dann schaltete sich Kaiser Wilhelm II. in die Angelegenheit ein. Nachdem der architekturbegeisterte Monarch selbst noch einige kleine Änderungen vorgenommen hatte, erteilte er am 9. März 1902 höchstpersönlich die Genehmigung.
Die Bauarbeiten gingen so zügig voran, dass im folgenden Winter schon das Dach gedeckt werden konnte. Am 15. Juli 1904 erfolgte schließlich die feierliche Übergabe. Die Kosten für den Prachtbau im deutschen Renaissancestil wurden inklusive Innenausstattung mit 550.000 Mark angegeben.

### Wiesbadens Polizei nach dem Zusammenbruch
Der Zusammenbruch des „1000-jährigen“ Reiches im Jahre 1945 hinterließ ein Chaos bisher unbekannter Dimension. Wiesbaden war – im Vergleich zu anderen deutschen Städten – mit relativ geringen Zerstörungen davongekommen. Das Wenige genügte aber, um bei denen, die die Bombennächte überstanden hatten oder nach und nach aus dem Krieg und der Gefangenschaft zurückkehrten, angesichts der Trümmerberge und der Ruinenzeilen den Mut sinken zu lassen. Auch für die Polizei bedeutete das Ende des Zweiten Weltkrieges eine tiefgreifende Zäsur: Den Neubeginn.
In den ersten Monaten nach Kriegsschluss kam es bald zu Plünderungen und Überfällen. Letztere häuften sich im Bereich der Schiersteiner Straße an der früheren Gersdorffkaserne. Wegen dieser und anderer besorgniserregender Vorfälle sahen sich die Besatzungsbehörden gezwungen, umgehend den Wiederaufbau der Polizei in die Wege zu leiten. Es wurde daher bestimmt, dass die „neue“ Polizei dem Vorbild des amerikanischen Systems folgend als Stadtpolizei aufzustellen sei: das Ende der staatlichen Polizei und die Geburt der kommunalen Polizei waren damit vollzogen. Die Aufgabe zum Aufbau der gesamten Polizei erhielt der ehemalige Oberstleutnant der Feuerschutzpolizei Noehl und für die Schutzpolizei der Meister der Schutzpolizei Clemann, der am 30. März 1945 anfing. Zur Wiederaufnahme des Dienstes meldeten sich Beamte der Schutzpolizei und zum Neueintritt in die Polizei einige „Zivilisten“. Bereits in den Abendstunden des 31. März 1945 konnte eine Wache von fünfzehn Mann im Polizeipräsidium eingerichtet werden, die laufend verstärkt wurden. Ihr Arbeitsplatz, das 1945 halbzerstörte Polizeipräsidium in der Friedrichstraße, mauserte sich. Notverglaste Fenster wichen nach und nach wieder ordentlichen Scheiben, die Spuren der Zerstörung verschwanden mehr und mehr, wenn es auch noch Jahre dauern sollte, bis daran zu denken war, an der Stelle des durch Bomben zerstörten Traktes einen Neubau zu errichten. Aber auch die Amerikaner hatten teilweise im Polizeipräsidium Quartier bezogen. Ihre Militärpolizei residierte gegenüber im „Casino“.
Den Dienst versahen die Polizisten in ziviler Kleidung mit einer weißen Armbinde im 24-stündigen Wechsel. Nach einer Woche hatten sich so viele Freiwillige gemeldet, dass auch der Dienst bei den Polizeirevieren wieder aufgenommen werden konnte.
Am 22. Juni 1945 wurde das Kommando der Schutzpolizei gebildet und unter die Leitung des Polizeikommandanten Kulisch gestellt, der von dem damaligen Polizeipräsidenten Heimannsberg ins Amt berufen wurde. Aber elf Wochen später wurde Kulisch von der amerikanischen Militärregierung wieder abgesetzt. Seine Nachfolge trat Polizeioberkommissar Lohse an. Zu den undankbaren Aufgaben, die der Polizei in diesen turbulenten ersten Wochen und Monaten zufielen, gehörte nicht zuletzt der Kampf gegen den Schwarzhandel, von dessen Möglichkeiten Gebrauch machen musste, wer überleben wollte. Quellen dieses Schwarzen Marktes, der in Wiesbaden blühte wie allenthalben in diesen Notzeiten, waren zum einen die nicht von der Ablieferungspflicht erfassten (oder ihr entzogenen) Produkte aus der Landwirtschaft, die „grauen“ Bestände des Handels und die schier unerschöpflichen Depots der US-Army. Die GIs nutzten die Gunst der Stunde und tauschten ihre Überschüsse gegen bare Münze. Es war eine schwierige Aufgabe für die Polizei, in diesen Not- und Hungerzeiten regulierend einzugreifen, in Zeiten, in denen viele nur versuchten, einige Nahrungsmittel, Kleidung oder Brennstoffe für sich oder ihre hungernden und frierenden Familien aufzutreiben. Diese Gegensätze brachten die Polizisten nicht selten in Gewissenskonflikte. Nachts erfolgten jedoch häufig Razzien nach versteckten Schwarzmarktlagern. In der Anfangszeit waren die Bewaffnung sowie die technische Ausrüstung der „neuen“ Polizei äußerst mangelhaft: Am 29. Mai 1945 verfügte die Schutzpolizei über 25 Gummiknüppel und 87 Jagdgewehre, die sich zudem in einem schlechten Zustand befanden. Außerdem waren die Gewehre für den Polizeidienst ungeeignet und wurden daher nur zu Objektschutzwachen verwendet. Im Februar 1946 stattete die amerikanische Militärregierung die Wiesbadener Polizei mit 350 neuwertigen Revolvern samt 17.500 Schuss Munition aus.

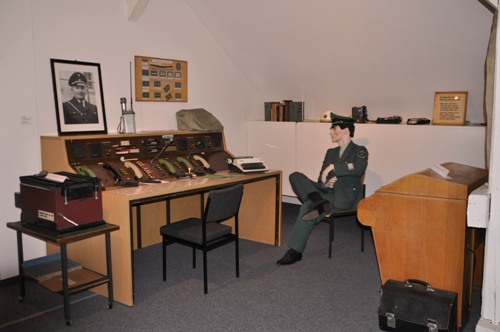
Alte Polizeiwache aus dem Jahre 1960 im Museum des PP Westhessen

Ebenso griffen die Amerikaner der Polizei beim Fahrzeugbestand hilfreich unter die Arme: die vorhandene „Fahrzeugflotte“ bestehend aus 11 PKW, 3 LKW, 1 Aktenwagen, 1 Krankenwagen, 4 Streifenwagen, 1 Gefangenenwagen, Luftschutzspezialanhängern, 1 Motorrad mit Beiwagen sowie 5 schwere und 15 leichte Krafträder – allesamt veraltet und zum Teil schon ausgesondert – wurde im Juli 1945 mit 25 Krädern und 3 PKW ergänzt. Diese hatten jedoch zum Teil keine Motoren und die PKW waren nicht fahrbereit. Neben der unzureichend ausgerüsteten und personell schwachen deutschen Polizei sorgten die stämmigen Männer der amerikanischen Militärpolizei dafür, dass trotz des allgemeinen Chaos Recht und Ordnung einigermaßen gewahrt wurde. Um diese Unterstützung der deutschen Polizei zu institutionalisieren, damit den zunehmenden Ausschreitungen amerikanischer Soldaten besser begegnet werden konnte, richtete die Militärregierung am 25. November 1946 ein Verbindungskommando ein.
Ganz nebenbei lernte so mancher Schutzmann sein erstes Englisch und der eine oder andere Amerikaner, der im Polizeipräsidium die Verbindung hielt, sein erstes Deutsch. In der ersten Zeit nach dem Zusammenbruch verfügte die Wiesbadener Kriminalpolizei über keine ausgeprägte innere Organisation. Dies änderte sich aber rasch. Schon 1947 wurden die ersten Fachkommissariate gebildet.
Die Notwendigkeit einer Gruppierung nach Sachgebieten wurde durch die personelle Stärke und materielle Größenordnung der Aufgabe notwendig. Die Personalstärke von 38 Vollzugsbeamten im Jahre 1945 wuchs ob des Anstiegs der Aufgaben der Kriminalpolizei auf 101 Beamte sowie 19 Angestellte im Jahre 1947. Unter der Leitung eines Kriminalrates wurden drei Kriminalinspektionen mit insgesamt 11 Kommissariaten gebildet. Während der kommunalen Verwaltung unterstand die Kriminalpolizei einem Polizeiverwalter, dem Polizeipräsidenten, und war zugleich Teil der „Allgemeinen Polizeibehörde“ (Oberbürgermeister). In den Folgejahren lag die Kriminalitätsentwicklung in Wiesbaden – gemessen an der Häufigkeitsziffer – über dem Landes- und Bundesdurchschnitt, so beispielsweise 1964.

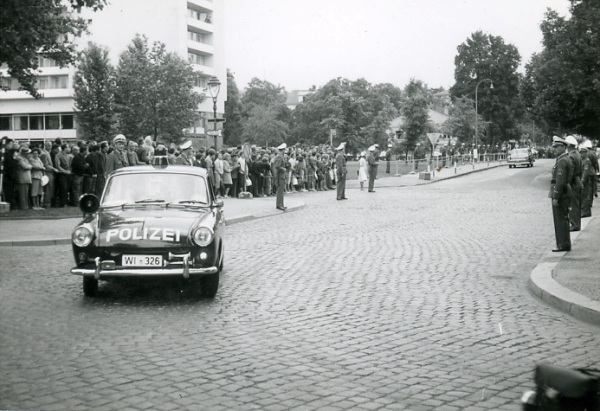
Alter Streifenwagen aus dem Jahre 1963

Mit dem 1. Januar 1974 war das Ende der kommunalen Polizei in Wiesbaden gekommen; sie wurde verstaatlicht. Das Polizeipräsidium erhielt im Gefüge der Polizei des Landes Hessen einen größeren Zuständigkeitsbereich. Während das Polizeipräsidium vor der Verstaatlichung nur für den Bereich der Landeshauptstadt zuständig war, kamen jetzt die Landkreise des Rheingaus und des Untertaunus hinzu. Für die Beamten war mit der Verstaatlichung nicht nur ein Wechsel des Dienstherrn verbunden, vielmehr wurde damit bewirkt, dass Schutz- und Kriminalpolizei unter eine Führung gestellt wurden. Unter der Leitung des Polizeipräsidenten wurden eine Schutzpolizei, eine Kriminal- und eine Präsidialabteilung gebildet. Die vormals staatlichen Polizeikommissariate (Rüdesheim und Bad Schwalbach) und die staatlichen Kriminalkommissariate wurden in die jeweiligen Abteilungen integriert. Die Polizeikommissariate wurden in Polizeistationen umbenannt. In der Landeshauptstadt wurde die Außenstelle der kommunalen Wiesbadener Kriminalpolizei umbenannt in Kriminalstation Wiesbaden-Biebrich. Bei der Schutzpolizei blieben die sechs Polizeireviere sowie die Polizeiposten in Bierstadt und Dotzheim erhalten. Die früheren Außenstellen in Mainz-Kostheim, Wiesbaden-Sonnenberg, -Erbenheim und -Schierstein wurden zugunsten einer personellen Verstärkung der Polizeireviere aufgelöst, mittlerweile wurden auch die beiden Polizeiposten aufgelöst.

### Vom Polizeipräsidium Wiesbaden zum Polizeipräsidium Westhessen
Ab dem Jahre 1990 wurde das Polizeipräsidium Wiesbaden fortlaufend umorganisiert: Mit Erlass des Hessischen Ministeriums des Innern und für EU-Angelegenheiten wurde das Polizeipräsidium – auf den Ergebnissen einer Arbeitsgruppe „Verbesserung der Sicherheitslage“ aus dem Jahre 1988 aufbauend – mit einem Pilotprojekt beauftragt.
Dabei sollten folgende wesentlichen Inhalte umgesetzt werden:
- Zusammenführen der Schutz- und Kriminalpolizei in eine gemeinsame Abteilung bei Untergliederung in regionale Verantwortungsbereiche;
- Zusammenfassung der Querschnittsaufgaben in einer Verwaltungsabteilung und einer logistischen Abteilung (Abteilung Zentrale Dienste) bei gleichzeitiger Entlastung des Exekutivbereiches;
- Einrichtung eines gemeinsamen Führungs- und Lagedienstes;
- Tatnahe und dezentrale Sachbearbeitung bei der Verfolgung der Massenkriminalität; die Bearbeitung der Schwerpunktkriminalität wurde auf eine gesonderte Zentraldirektion konzentriert und erfolgt in deliktsorientierten kriminalpolizeilichen Fachkommissariaten;
- Ganzheitliche Sachbearbeitung;
- Einführung von versetzten Dienstzeiten bei dezentralen Ermittlungseinheiten.

Organigramm des PP Westhessen

Diese aufgezeigte Organisationsstruktur findet sich auch nach der letzten Polizeiorganisationsänderung mit Wirkung vom 1. Januar 2001 wieder. Im Zuge dieser Polizeiorganisationsreform, die wohl zu den einschneidendsten in der Geschichte der Polizei nach dem Zweiten Weltkrieg zählt, ging das Polizeipräsidium Wiesbaden in das Polizeipräsidium Westhessen, eines von sieben neu geschaffenen Flächenpräsidien, über. Gemäß der Verordnung über die Organisation und Zuständigkeit der hessischen Polizei (PolOrgVO) vom 18. Dezember 2000 ist das Landespolizeipräsidium im Hessischen Ministerium des Innern und für Sport oberste Polizeibehörde. Mit dieser Verordnung wird als Dienstbereich dem Polizeipräsidium Westhessen die kreisfreie Stadt Wiesbaden, der Hochtaunuskreis, der Landkreis Limburg-Weilburg, der Main-Taunus-Kreis sowie der Rheingau-Taunus-Kreis zugewiesen. Der Dienstbereich des Polizeipräsidiums Westhessen wurde in regionale Dienstbezirke eingeteilt, für die jeweils eine Polizeidirektion zuständig ist. Hierbei bilden jede kreisfreie Stadt und jeder Landkreis regelmäßig je einen regionalen Dienstbezirk.
Für die Wahrnehmung der polizeilichen Aufgaben auf den Bundesautobahnen im Dienstbereich des Polizeipräsidiums Westhessen wurden die Polizeiautobahnstationen Idstein und Wiesbaden-Erbenheim dem Polizeipräsidium Westhessen zugeordnet. Die jetzige Polizeiautobahnstation Wiesbaden ist durch die Zusammenlegung dieser ehemaligen Stationen im Jahr 2004 entstanden. Das neue Dienststellengebäude in Wiesbaden-Medenbach wurde im November 2004 bezogen. Die Polizeiautobahnstation ist neben der Verkehrsinspektion, der Präsidialwache mit Wachpolizei und Freiwilligem Polizeidienst, der Einsatzbereitschaft sowie der Reiter- und Hundeführerstaffel der Direktion Verkehrssicherheit / Sonderdienste zugeordnet.
Die Kriminalitätsbekämpfung obliegt schwerpunktmäßig der Kriminaldirektion.

## Kriminalstatistik für Westhessen
Die Kriminalstatistik für das Jahr 2014 wurde am 1. April 2015 durch den Polizeipräsidenten Stefan Müller vorgestellt. Die Anzahl der Straftaten stieg auf 61.225. Die Aufklärungsquote befindet sich bei 57,3 %, was eine Verschlechterung gegenüber den beiden Vorjahren darstellt.

## Polizeipräsidenten
- Bernhard von Schenck (1902 bis 1919)
- Alexander Alberti (1918 bis 1919)
- Adolf von Gablenz (1933 bis 1945)
- Albert Noehl (April 1945–Juli 1945)[2]
- Magnus Heimannsberg (1945–1948)
- Herbert Becker (1948–1963)
- Karl Ender (1963–1985)
- Horst Schedler (1985–1987)
- Woldemar Kentmann (1987 bis 1991)[3]
- Wolfhard Hoffmann (1991–1994)[4]
- Norbert Thomas (1995–1999)
- Peter Frerichs (1999–2010)
- Robert Schäfer (2010–2015)
- Stefan Müller (2015–2022)
- Felix Paschek (2022–2025)
- Björn Gutzeit (seit 2025)